# Daemonorops oblonga
Daemonorops oblonga är en enhjärtbladig växtart som först beskrevs av Caspar Georg Carl Reinwardt och Carl Ludwig von Blume, och fick sitt nu gällande namn av Carl Ludwig von Blume. Daemonorops oblonga ingår i släktet Daemonorops och familjen Arecaceae. Inga underarter finns listade i Catalogue of Life.